# PERFECT TWIN
『PERFECT TWIN』（パーフェクトツイン）はきたがわ翔による漫画作品。『週刊ヤングジャンプ』に連載されていた。全5巻。

## あらすじ
雨の降る日に何かが見える。柴田時波はその特異な能力のせいでいつも常に孤独を抱えている。ある日、不思議な能力を持つ美少女、川上密木との出逢いにより、すべてが動き出す。

## 登場人物
- 柴田時波
- 川上密木
- 川上密水